# خلف بن ملاعب الأشهبي
سيف الدولة خلف بن ملاعب الأشهبي (توفي 1105م) حاكم حمص وأفامية وهو شقيق جناح الدولة حسين بن ملاعب.
لكن لم يلبث أن توفي الحكيم المنجم فتولى أمر الباطنية بعده في الشام رفيقه أبو طاهر الصائغ العجمي الذي سار على نفس الطريقة التي سارت عليها الباطنية في بلاد فارس، فاعتمد الاغتيال كوسيلة لتثبيت أقدامه في الشام وفرض سيطرته، فقام في عام 498هـ باغتيال خلف بن ملاعب صاحب أفامية عن طريق أحد دعاته هناك، حيث تسلم أبو طاهر الصائغ الحصن عقب ذلك وأقام فيه.

## حكمه في حمص (1073 - 1090)
تولى خلف بن ملاعب حكم حمص في عام 1073م/ 483هـ وظل حاكما لها حتى عام 1090م، حيث استولى السلاجقة على مدينته وسجنوه في قلعة اصفهان ، والسبب في ذلك يرجع إلى قيام ولاة الشام بارسال كتب إلى السلطان جلال الدولة ملك شاه يشكون فيها ما يلقونه من خلف بن ملاعب بحمص من قطع الطريق وإخافة السبيل، فأمر السلطان أن يسير إليه بوازن وقسيم الدولة وتاج الدولة وياغي سيان، فسبقهم إليه بوزان وحاصره في حمص واجتمع عليه كل من في الشام فافتتحت حمص، وكل من الأمراء المذكورين طلبها، فكتبوا جميعاً إلى السلطان فأنعم بها على أخيه تاج الدولة، وأمر السلطان بحمل خلف بن ملاعب في قفص من حديد إلى قلعة أصبهان، فحمل وحبس بها حتى مات السلطان ملك شاه.

## حكمه في أفاميه(1096 - 1105)
تولى خلف بن ملاعب حكم أفامية في 489هـ / 1096م وذلك بعد أن جعله حاكم مصر الأفضل بن بدر الدين واليا عليها واستمر خلف بن ملاعب في حكم افامية حتى مقتله على يد الباطنية سنة 1105م.

## مقتله
كانت السلطة على وادي العاصي مشتركة بين جناح الدولة حسين بن ملاعب في حمص، والمنقذيين من شيزر، وخلف بن ملاعب الوالي الفاطمي لأفاميا المتمركز في قلعة المضيق. قُتل جناح الدولة عام 1103 على يد الحكيم المنجم وخلف بن ملاعب بعد ثلاث سنوات. من المحتمل أن يكون خلف بن ملاعب المستعلي الإسماعيلي رفض التعاون مع الإسماعيليين النزاريين تحت حكم أبي طاهر، وقد قُتل في فبراير 1106 بمساعدة أبو الفتح من سرمين. استولى أبو طاهر وأبو الفتح بعد ذلك على قلعة المضيق وأفاميا من خلال خطة «بارعة». حاصر تانكرد الوصي الفرنكي لإمارة أنطاكية مدينة أفاميا، لكنه لم ينجح. بعد بضعة أشهر حاصر المدينة مرة أخرى بمساعدة مصعب بن ملاعب، شقيق خلف المقتول، واستولى على أفاميا في سبتمبر 1106. تم إعدام أبو الفتح، بينما فدى أبو طاهر نفسه وذهب إلى حلب.